# 古里原子力発電所
古里原子力発電所（コリげんしりょくはつでんしょ）は、大韓民国・釜山広域市機張郡長安邑 古里と蔚山広域市蔚州郡西生面に所在する原子力発電所である。韓国水力原子力が所有している。1978年に運転を開始した、韓国初の商用原子力発電所である。本項では隣接する新古里原子力発電所（シンゴリげんしりょくはつでんしょ）についても述べる。

## 歴史
発電所の工事は1971年11月に着工し、1972年5月10日に完工した。最初の原子炉である1号機は1972年3月に起工、1977年に竣工し、1978年4月に運転を開始した。その後、1980年代に2号機から4号機まで建設されている。
韓国標準型原子炉である新古里原子力発電所1号機は2011年2月28日に商業運転を開始した。これにより、古里・新古里の総出力は413万7,000kwとなった。隣接地域には新古里2号機から4号機までが建設中である。

### 古里1号機の廃炉
2015年6月12日に産業通商資源部から、老朽化や福島第一原子力発電所事故、国内原発の不祥事などを理由とした古里1号機の廃炉勧告を受け、韓国水力原子力は6月16日、1号機の運転を認可期限が切れる2017年6月をもって停止し、廃炉とする事を決定した。韓国国内の原子力発電所としては廃炉第1号となる。これを受けて2017年6月9日、大統領直属の韓国原子力安全委員会が古里1号機の廃炉を許可し、運転停止予定は6月19日午前0時と決まった。
19日開かれた運転停止記念式典で、文在寅大統領は原発政策の再検討（新設計画の白紙化と、古い原発の廃止や稼働延長停止）を表明。これを受けて韓国水力原子力（韓水原）は2017年7月14日、新古里原発5、6号機建設工事の一時停止を決めた。
2018年時点の廃炉スケジュールでは、撤去開始可能時期は2022年6月以降、使用済み核燃料棒搬出完了時期は2025年12月、解体完了時期は2032年12月となっている。ただし韓国では、高レベル放射性廃棄物の処分場建設など廃炉関係でクリアにされていない問題も多く、長引くことも予想されている。

### 新古里3号機の発電開始
2015年10月30日に韓国原子力安全委員会から運転許可が下り、11月4日には241体の燃料集合体の装荷を開始した。12月29日には初臨界を達成し、2016年1月15日に送電網に同期して電力供給を開始した。

## 発電設備
|                | 古里 1                 | 古里 2                 | 古里 3                 | 古里 4                 | 新古里 1   | 新古里 2   | 新古里 3   | 新古里 4  |
| -------------- | ---------------------- | ---------------------- | ---------------------- | ---------------------- | ---------- | ---------- | ---------- | --------- |
| 原子炉形式     | 加圧水型(PWR)          | 加圧水型(PWR)          | 加圧水型(PWR)          | 加圧水型(PWR)          | OPR-1000   | OPR-1000   | APR-1400   | APR-1400  |
| 電気出力       | 556 MWe                | 605 MWe                | 895 MWe                | 895 MWe                | 960 MWe    | 960 MWe    | 1340 MWe   | 1340 MWe  |
| 初臨界         | 1977年6月              | 1983年4月              | 1985年1月              | 1985年10月             | 2010年6月  | 2011年12月 | 2015年12月 | 2019年4月 |
| 発電開始       | 1978年4月              | 1983年7月              | 1985年9月              | 1986年4月              | 2011年2月  | 2012年7月  | 2016年1月  | 2019年8月 |
| 原子炉メーカー | ウェスチングハウス     | ウェスチングハウス     | ウェスチングハウス     | ウェスチングハウス     | KHNP/KEPCO | KHNP/KEPCO |            |           |
| 発電機メーカー | ゼネラルエレクトリック | ゼネラルエレクトリック | ゼネラルエレクトリック | ゼネラルエレクトリック |            |            |            |           |
| 設計           | Gilbert                | Gilbert                | ベクテル               | ベクテル               | KEPEC      |            |            |           |
| 建設           | ウェスチングハウス     | ウェスチングハウス     | 現代建設               | 現代建設               | 現代建設   |            | 斗山建設   | 斗山建設  |

## 事件・事故
これまでに下記のようなトラブルが起きている。将来、仮に重大な事故が起きた場合、西日本にも被害や影響が出ると予測されている。

### 古里1号機で高温水流出事故
2007年3月19日午後2時50分ごろ、古里1号機内で作業にあたっていた整備作業員4人が、放射能汚染の可能性がある高温水によって火傷を負う事故が発生した。古里1号機の液体廃棄物蒸発気室内で再循環ポンプの分解作業中、ポンプ内の冷却水、温排水、廃棄物などが混ざった高温水の一部が流出した。この事故で、整備作業を行っていた下請け企業の作業員2人が足などに火傷を負って病院で治療を受け、軽い負傷を負った別の2人は帰宅した。 発電所側は、作業員4人に対して水や食塩水などで放射能汚染除去措置を行い、被爆の有無を確認した上で病院に搬送したと説明した。しかし、放射能汚染物質に直接触れて被爆した可能性があるにもかかわらず、隔離措置をとらず、病院側にこの事実を伝えていなかったため、負傷者は一般患者とともに治療を受けていた。発電所関係者は、当時作業員が個別に身に着けていた放射能測定装備を通じて確認した結果、放射能は基準値の2000分の1以下だったとし、高温水が放射能に汚染された可能性は排除できないとしつつも、放射能汚染除去措置を行ったので安全だったと主張した。その後、古里1号機は放射能流出有無を点検するとともに、正確な事故経緯を調査した。

### 古里1号機、電気系統のトラブルで運転停止
2011年4月12日午後8時46分ごろ、古里1号機で電気系統のトラブルが発生し、運転を停止する事故が起こった。古里原子力本部は、事故は原子炉外部における電気系統のトラブルが原因であり、原子炉の安全性には問題が無く、放射能の放出も無いと発表した。

### 古里4号機、人為的ミスで故障発生
2011年4月19日午後、古里4号機で電気系統故障が発生した。非常用発電機が正常に稼働して運転停止には繋がらなかったが、原発整備作業員のミスでこの事故が発生し、また作業員2人が高圧電力で感電や火傷を負ったことから、古里原発の安全マニュアルとシステムの再点検を求める声が上がった。
この事故を受けて、古里原発周辺に住む住民からは、「過去にも原発で数多くの故障事故があったが、福島原発事故以降は軽微な故障という政府の話しを信じていいのか疑わしい」、「住民が不安に思わないよう、事故原因を徹底的に公開し、安全点検を行っていほしい」と言った声が上がり、対する古里原子力本部は、「原発運転の経験が足りず、古里1号機の商業運転が始まった際は故障件数が多かったが、2000年代に入ってからは故障が急減している。韓国の原発運営能力は世界最高レベルだ。」と釈明した。

### 古里1号機の停止と事故の隠蔽
2012年2月9日、定期点検中だった古里1号機において外部電源が停止し、非常用ディーゼル発電機も作動しない全電源喪失事故が発生した。事故発生が翌月の3月12日まで隠蔽されていたとして、同日夜に韓国の原子力安全委員会は3月4日から再稼働していた1号機の停止を命じた。国際原子力事象評価尺度（INES）はレベル2。

### 新古里2号機、試験稼働中に停止
2012年3月23日、当時はまだ試験稼働中だった新古里2号機が、部品の故障が原因で稼働を停止した。韓国水力原子力(韓水原)側は、メーン給水ポンプは停止したが、補助給水ポンプが作動して原子炉を冷やしており、安全には問題がないと説明した。

### 制御ケーブル偽装
2013年、韓国原子力安全委員会は、複数の原子力発電所で使用された制御ケーブルの試験成績が偽造されていたと発表した。新古里原子力発電所では1、2号機（稼働中）、3、4号機（建設中）で問題のケーブルが使用されていたことが明らかになった。

### 豪雨による23時間の停止
2014年8月25日、稼働中だった古里・新古里の5基のうち1基が、蒸気を冷却する海水の取り入れ口から豪雨により雨水が大量に流入したため停止した。また、古里・新古里原子力発電所の運転を操作する施設が、地下の配電盤が豪雨により水に漬かったため同日16時から翌日15時頃まで約23時間停電し、その間機能をほぼ失った。

### 新古里3号機の窒素漏れによる死亡事故
2014年12月26日午後5時ごろ、新古里原発３号機建設工事現場でガス漏れ事故が発生し、現場の安全管理担当者３人が死亡した。窒息死とみられる。同原発の広報担当者によると「3号機を補助する建物の地下工事現場を巡回中、窒素ガスが漏れたとみられる」という。

### 新古里2号機、タービン室内で水素ガス漏出
韓国水力原子力古里原子力本部によると、2015年2月3日午前3時28分ごろ、新古里2号機のタービン室内において水素ガスが漏出したことが原因で異常が発生し、原発出力を83％に引き下げたと発表した。

### 有害物質を無断で放出
2017年3月23日、古里原子力発電所から有害物質が海に放出されていたことが分かった。3月22日、蔚山海洋警備安全署は、「消泡剤として使われる有害物質ジメチルポリシロキサンを海に無断で流した容疑(海洋環境管理法違反)」で、韓国水力原子力の関係者6人と法人・韓水原を在宅起訴意見付きで送検したことを明らかにした。韓水原は2011年1月から16年8月まで、古里原発の排水に混ぜて海に流す手法で、約100トンのジメチルポリシロキサンを海に捨てた疑いがあり、取材したJTBCテレビは、近くで操業する海女が、「海に白い泡が浮かぶと水が苦くなり、鼻血が出て目まいがした。」と証言したと報じた。

### 古里４号機、異常現象の発生で手動停止
古里原子力本部は、古里4号機の原子炉建屋内部におけるサージタンクの水位が上昇する現象が発生し、2017年3月28日午前0時20分ごろから出力が低下して、28日午前5時11分に4号機を手動で停止させたことを明らかにした。古里原子力本部は、「原子炉冷却材の漏洩によって原子炉建屋内部のサージタンクの水位が上昇したと推定している」としながら、「原発を安全に停止した後、原因を詳しく点検する予定である」と述べ、引き続き「4号機の停止に伴う外部への放射線の影響はない」と説明した。

### 新古里原発4号機の火災で発電中止
2021年5月29日午前9時30分ごろタービンおよび発電機の付属機器の火災が発生し、約1時間後(午前10時29分頃)に鎮火した。

## 新古里原発５・６号機の建設を巡る問題
新古里5、6号機公論化委員会は、2017年8月25日から全国2万人を対象に、建設継続または中断について尋ねる世論調査を実施した。韓国ギャラップが、新古里原子力発電所5、6号機の建設を巡る世論調査で、7月11～13日の調査では37％が「建設継続」、41％が「建設中断」だった。また、8月1～3日に実施した調査では「建設継続」が40％、「建設中断」が42％だった。そして、9月1日に発表した世論調査では、「建設継続」の回答は42％、「建設中断」は38％、「わからない」と無回答は20％となり、原発建設賛成の比率が初めて上回る結果となった。
しかし、新古里原子力発電所5、6号機の工事の永久停止を決定する主体を巡って、政府と新古里5、6号機公論化委員会が異なる立場をとり続けている。2017年7月24日、洪楠基国務調整室長は、「『市民陪審団』が下す決定をそのまま受け入れたい」と述べた。一方、公論化委は2017年7月27日に、「公論の調査結果が自動的に結論になるわけではない」という立場を明らかにし、公論の調査結果を政府に報告すれば、最終決定は大統領などの決定権者が下すべきだと主張した。このように、「お互いが責任を押し付け合っている」、「公論化委の法的根拠と関連がある」という指摘が出ており、現在でもこの混乱が続いている。